# Xã Thompson, Quận Jo Daviess, Illinois
Xã Thompson (tiếng Anh: Thompson Township) là một xã thuộc quận Jo Daviess, tiểu bang Illinois, Hoa Kỳ. Năm 2010, dân số của xã này là 841 người.